# Île Raft
L'île Raft est une île privée et une CDP de l'État de Washington dans le Comté de Pierce aux États-Unis, appartenant administrativement à Rosedale, Washington (en).

## Géographie
Elle s'étend sur environ 1,4 km de longueur pour une largeur de près de 760 m.

## Histoire
Charles Wilkes l'a d'abord nommée en 1841 Allshouse Island en l'honneur d'un de ses membres d'équipage, Joseph Allshouse.